# Esmil Rogers
Esmil Antonio Rogers (San Pedro de Macorís, República Dominicana, 14 de agosto de 1985) es un lanzador dominicano que juega para El Águila de Veracruz en la Liga Mexicana de Beisbol. En la Liga de Béisbol Invernal de la República Dominicana, pertenece a los Toros del Este. Hermano Edward Antonio Rogers

## Carrera
En 2008, Rogers jugó en el nivel Clase-A avanzada con Modesto Nuts de la California League. Fue promovido a los Rockies en septiembre de 2009 e hizo su debut en Grandes Ligas el 12 de septiembre de 2009, permitió dos carreras y tres hits en cuatro entradas en la derrota del equipo por 3-2 en San Diego. Regresó a los Rockies en 2010, y lanzó en 28 partidos, 8 aperturas, terminando con récords de 2-3, efectividad de 6.13, BAA de 0.318 y un WHIP de 1.67.
Rogers acumuló un récord de 3-1 como abridor en abril de 2011, a pesar de una haber tenido una efectividad de 6.33. Rodgers hizo una aparición en relevo en una entrada el 1 de mayo en la que permitió cuatro hits, dos boletos y cuatro carreras limpias.
Después de casi tres meses sin tener una salida para los Rockies, Rodgers volvió para hacer otra aparición en relevo el 25 de julio de 2011 en la preparación para el canje de Ubaldo Jiménez. Volvió a permitir cuatro hits, y dos boletos en una 1 entrada y tres carreras limpias.
Rodgers reemplazó a Ubaldo Jiménez después de su canje a los Indios de Cleveland en julio. Permitió una carrera, un hit y una base por bolas en cinco entradas de relevo, bajando su efectividad de 8.49 a 7.31, y se hizo cargo del puesto dejado por Jiménez en la rotación de abridores.
Hasta el 11 de agosto de 2011, Rodgers había registrado un récord de 6-1 en el año a pesar de su 5.85 de efectividad ERA y su 1.72 de WHIP. Había permitido 20 boletos en 40 innings y ponchó a 32. Sin embargo, desde que se completó el canje del dominicano Ubaldo Jiménez, Rogers tiene marca de 3-0 con una efectividad de 2.16 y un WHIP de 1.30 (16 entradas y dos tercios, cuatro carreras limpias, 16 hits, cinco bases por bolas).